# Vosmaeropsis gardineri
Vosmaeropsis gardineri är en svampdjursart som beskrevs av Ferrer-Hernandez 1916. Vosmaeropsis gardineri ingår i släktet Vosmaeropsis och familjen Heteropiidae. Inga underarter finns listade i Catalogue of Life.